# Wayne Rainey
Wayne Rainey (Downey, 1960. október 23. –) amerikai motorversenyző. Háromszoros gyorsasági motoros világbajnok: 1990-ben, 1991-ben és 1992-ben is megnyerte a bajnokságot.

## Karrierje
1984-ben debütált a MotoGP-ben, Kenny Roberts csapatában. 1987-ben az amerikai Superbike-bajnokság versenyzője volt. Ekkor kezdődött rivalizálása a honfitársával, Kevin Schwantz-cal. 1988-ban visszatért a MotoGP-be.
1990-1992 között három világbajnoki címet szerzett egyhuzamban. 1993-ban súlyosan megsérült egy versenyen, ami miatt lebénult, és kénytelen volt karrierjét félbeszakítani. Nagy riválisa, Kevin Schwantz ezt kihasználva behúzta az 1993-as világbajnokságot.
Sérülése után Frank Williamshez, a Williams Racing Cars alapítójához fordult, akinek a tanácsára a Yamaha csapat menedzsere lett.
2000-ben bekerült a MotoGP Hírességek csarnokába. 2007-ben a Laguna Seca pályán elneveztek róla egy kanyart: Rainey Curve.
Wayne Rainey-t ma széles körben az amerikai motorsport egyik legnagyobb alakjaként tartják számon.